# Lights (album của Ellie Goulding)
Lights là album phòng thu đầu tay của nữ ca sĩ người Anh Ellie Goulding, phát hành ngày 26 tháng 2 năm 2010 bởi hãng Polydor Records. Goulding đã là việc với nhiều người để tạo ra album, bao gồm Starsmith, Fraser T Smith, Frankmusik, Richard "Biff" Stannard, Ash Howes, Liam Howe, Fred Falke và Ben Lovett. Lights đã đứng đầu bảng xếp hạng album UK Albums Chart với 36,854 bản trong tuần đầu ra mắt. Tại Bắc Mỹ, album đã đạt đến vị trí thứ 21 tại Hoa Kỳ và 66 tại Canada. Album có 4 đĩa đơn, bao gồm: "Under the Sheets", "Starry Eyed", "Guns and Horses" và "The Writer".
Album đã được phát hành lại vào ngày 29 tháng 11 năm 2010 dưới tên Bright Lights, bao gồm 6 bài hát mới và những bài hát từ Lights. Nó đã sản xuất ra 2 đĩa đơn nữa. Một bài hát của Elton John mà Goulding đã cover lại, "Your Song", đã leo lên vị trí thứ 2 trên bảng xếp hạng UK Singles Chart và trở thành đĩa đơn xếp hạng cao thứ hai của cô. Và đĩa đơn còn lại, "Lights", đã đứng ở vị trí thứ 2 trên bảng xếp hạng danh tiếng Billboard Hot 100 và trở thành đĩa dơn thành công nhất của cô tại Hoa Kỳ.

## Danh sách bài hát
| Lights           | Lights                              | Lights                     | Lights           | Lights     |
| STT              | Nhan đề                             | Sáng tác                   | Producer(s)      | Thời lượng |
| ---------------- | ----------------------------------- | -------------------------- | ---------------- | ---------- |
| 1.               | "Guns and Horses"                   | Ellie Goulding John Fortis | Starsmith        | 3:35       |
| 2.               | "Starry Eyed"                       | Goulding Jonny Lattimer    | Starsmith        | 2:56       |
| 3.               | "This Love (Will Be Your Downfall)" | Goulding Starsmith         | Starsmith        | 3:53       |
| 4.               | "Under the Sheets"                  | Goulding Starsmith         | Starsmith        | 3:44       |
| 5.               | "The Writer"                        | Goulding Lattimer          | Starsmith        | 4:11       |
| 6.               | "Every Time You Go"                 | Goulding Fortis Starsmith  | Starsmith        | 3:25       |
| 7.               | "Wish I Stayed"                     | Goulding                   | Frankmusik       | 3:40       |
| 8.               | "Your Biggest Mistake"              | Goulding Fraser T Smith    | Smith            | 3:25       |
| 9.               | "I'll Hold My Breath"               | Goulding Starsmith         | Starsmith        | 3:45       |
| 10.              | "Salt Skin"                         | Goulding Starsmith         | Starsmith        | 4:17       |
| Tổng thời lượng: | Tổng thời lượng:                    | Tổng thời lượng:           | Tổng thời lượng: | 34:51      |

| Lights — Phiên bản đính kèm tại iTunes Store UK | Lights — Phiên bản đính kèm tại iTunes Store UK             | Lights — Phiên bản đính kèm tại iTunes Store UK | Lights — Phiên bản đính kèm tại iTunes Store UK | Lights — Phiên bản đính kèm tại iTunes Store UK |
| STT                                             | Nhan đề                                                     | Sáng tác                                        | Producer(s)                                     | Thời lượng                                      |
| ----------------------------------------------- | ----------------------------------------------------------- | ----------------------------------------------- | ----------------------------------------------- | ----------------------------------------------- |
| 11.                                             | "Lights"                                                    | Goulding Richard Stannard Ash Howes             | Stannard Howes                                  | 4:05                                            |
| 12.                                             | "Under the Sheets" (video)                                  |                                                 |                                                 | 3:52                                            |
| 13.                                             | "Starry Eyed" (video)                                       |                                                 |                                                 | 3:04                                            |
| 14.                                             | "Starry Eyed" (AN21 and Max Vangeli Remix) (pre-order only) | Goulding Lattimer                               |                                                 | 8:17                                            |
| 15.                                             | "Under the Sheets" (Baby Monster Remix) (pre-order only)    | Goulding Starsmith                              |                                                 | 4:41                                            |

| Lights — Phiên bản đính kèm tại iTunes Store Germany | Lights — Phiên bản đính kèm tại iTunes Store Germany | Lights — Phiên bản đính kèm tại iTunes Store Germany | Lights — Phiên bản đính kèm tại iTunes Store Germany | Lights — Phiên bản đính kèm tại iTunes Store Germany |
| STT                                                  | Nhan đề                                              | Sáng tác                                             | Producer(s)                                          | Thời lượng                                           |
| ---------------------------------------------------- | ---------------------------------------------------- | ---------------------------------------------------- | ---------------------------------------------------- | ---------------------------------------------------- |
| 11.                                                  | "Lights"                                             | Goulding Stannard Howes                              | Stannard Howes                                       | 4:05                                                 |
| 12.                                                  | "Wish I Stayed" (acoustic) (video)                   |                                                      |                                                      | 4:00                                                 |
| 13.                                                  | "Roscoe" (acoustic) (video)                          |                                                      |                                                      | 3:27                                                 |

### Bright Lights
| Bright Lights — Phiên bản đính kèm | Bright Lights — Phiên bản đính kèm | Bright Lights — Phiên bản đính kèm | Bright Lights — Phiên bản đính kèm | Bright Lights — Phiên bản đính kèm |
| STT                                | Nhan đề                            | Sáng tác                           | Producer(s)                        | Thời lượng                         |
| ---------------------------------- | ---------------------------------- | ---------------------------------- | ---------------------------------- | ---------------------------------- |
| 11.                                | "Lights" (phiên bản đĩa đơn)       | Goulding Stannard Howes            | Stannard Howes                     | 3:32                               |
| 12.                                | "Human"                            | Goulding Starsmith                 | Starsmith                          | 4:09                               |
| 13.                                | "Little Dreams"                    | Goulding Liam Howe                 | Howe                               | 3:18                               |
| 14.                                | "Home"                             | Goulding Fred Falke                | Falke                              | 3:24                               |
| 15.                                | "Animal"                           | Goulding Starsmith                 | Starsmith                          | 3:40                               |
| 16.                                | "Believe Me"                       | Goulding Crispin Hunt Rob Blake    | Falke                              | 4:03                               |
| 17.                                | "Your Song" (bonus track)          | Elton John Bernie Taupin           | Ben Lovett                         | 3:10                               |

| Bright Lights — Phiên bản cao cấp đính kèm tại iTunes Store | Bright Lights — Phiên bản cao cấp đính kèm tại iTunes Store       | Bright Lights — Phiên bản cao cấp đính kèm tại iTunes Store | Bright Lights — Phiên bản cao cấp đính kèm tại iTunes Store |
| STT                                                         | Nhan đề                                                           | Sáng tác                                                    | Thời lượng                                                  |
| ----------------------------------------------------------- | ----------------------------------------------------------------- | ----------------------------------------------------------- | ----------------------------------------------------------- |
| 18.                                                         | "The End" (acoustic)                                              | Goulding                                                    | 4:15                                                        |
| 19.                                                         | "Lights" (live at the iTunes Festival)                            | Goulding Stannard Howes                                     | 5:18                                                        |
| 20.                                                         | "Every Time You Go" (live at the iTunes Festival)                 | Goulding Fortis Starsmith                                   | 3:40                                                        |
| 21.                                                         | "This Love (Will Be Your Downfall)" (live at the iTunes Festival) | Goulding Starsmith                                          | 3:59                                                        |
| 22.                                                         | "Your Biggest Mistake" (live at the iTunes Festival)              | Goulding Smith                                              | 3:24                                                        |
| 23.                                                         | "The Writer" (live at the iTunes Festival)                        | Goulding Lattimer                                           | 4:09                                                        |
| 24.                                                         | "Wish I Stayed" (live at the iTunes Festival)                     | Goulding                                                    | 4:26                                                        |
| 25.                                                         | "I'll Hold My Breath" (live at the iTunes Festival)               | Goulding Starsmith                                          | 3:47                                                        |
| 26.                                                         | "Roscoe" (live at the iTunes Festival)                            | Tim Smith                                                   | 3:27                                                        |
| 27.                                                         | "Guns and Horses" (live at the iTunes Festival)                   | Goulding Fortis                                             | 3:42                                                        |
| 28.                                                         | "Salt Skin" (live at the iTunes Festival)                         | Goulding Starsmith                                          | 5:10                                                        |
| 29.                                                         | "Under the Sheets" (live at the iTunes Festival)                  | Goulding Starsmith                                          | 3:55                                                        |
| 30.                                                         | "Starry Eyed" (live at the iTunes Festival)                       | Goulding Lattimer                                           | 3:48                                                        |
| 31.                                                         | "Under the Sheets" (video)                                        |                                                             | 3:53                                                        |
| 32.                                                         | "Starry Eyed" (video)                                             |                                                             | 3:05                                                        |
| 33.                                                         | "Guns and Horses" (video)                                         |                                                             | 3:42                                                        |
| 34.                                                         | "The Writer" (video)                                              |                                                             | 3:57                                                        |
| 35.                                                         | "Your Song" (video)                                               |                                                             | 3:20                                                        |

### Phiên bản tại Hoa Kỳ
| Lights — Phiên bản chỉnh sửa tại Mỹ và tái phát hành tại Canada | Lights — Phiên bản chỉnh sửa tại Mỹ và tái phát hành tại Canada | Lights — Phiên bản chỉnh sửa tại Mỹ và tái phát hành tại Canada | Lights — Phiên bản chỉnh sửa tại Mỹ và tái phát hành tại Canada | Lights — Phiên bản chỉnh sửa tại Mỹ và tái phát hành tại Canada |
| STT                                                             | Nhan đề                                                         | Sáng tác                                                        | Producer(s)                                                     | Thời lượng                                                      |
| --------------------------------------------------------------- | --------------------------------------------------------------- | --------------------------------------------------------------- | --------------------------------------------------------------- | --------------------------------------------------------------- |
| 1.                                                              | "Lights" (single version)                                       | Goulding Stannard Howes                                         | Stannard Howes                                                  | 3:32                                                            |
| 2.                                                              | "Guns and Horses"                                               | Goulding Fortis                                                 | Starsmith                                                       | 3:35                                                            |
| 3.                                                              | "Starry Eyed"                                                   | Goulding Lattimer                                               | Starsmith                                                       | 2:56                                                            |
| 4.                                                              | "This Love (Will Be Your Downfall)"                             | Goulding Starsmith                                              | Starsmith                                                       | 3:53                                                            |
| 5.                                                              | "Under the Sheets"                                              | Goulding Starsmith                                              | Starsmith                                                       | 3:44                                                            |
| 6.                                                              | "The Writer"                                                    | Goulding Lattimer                                               | Starsmith                                                       | 4:11                                                            |
| 7.                                                              | "Animal"                                                        | Goulding Starsmith                                              | Starsmith                                                       | 3:40                                                            |
| 8.                                                              | "Every Time You Go"                                             | Goulding Fortis Starsmith                                       | Starsmith                                                       | 3:25                                                            |
| 9.                                                              | "Your Biggest Mistake"                                          | Goulding Smith                                                  | Smith                                                           | 3:25                                                            |
| 10.                                                             | "Salt Skin"                                                     | Goulding Starsmith                                              | Starsmith                                                       | 4:17                                                            |
| 11.                                                             | "Your Song"                                                     | John Taupin                                                     | Lovett                                                          | 3:10                                                            |

| Lights — Phiên bản đính kèm tại Amazon MP3 của Mỹ | Lights — Phiên bản đính kèm tại Amazon MP3 của Mỹ | Lights — Phiên bản đính kèm tại Amazon MP3 của Mỹ | Lights — Phiên bản đính kèm tại Amazon MP3 của Mỹ | Lights — Phiên bản đính kèm tại Amazon MP3 của Mỹ |
| STT                                               | Nhan đề                                           | Sáng tác                                          | Producer(s)                                       | Thời lượng                                        |
| ------------------------------------------------- | ------------------------------------------------- | ------------------------------------------------- | ------------------------------------------------- | ------------------------------------------------- |
| 12.                                               | "Human"                                           | Goulding Starsmith                                | Starsmith                                         | 4:09                                              |

| Lights — Phiên bản đính kè tại iTunes Store | Lights — Phiên bản đính kè tại iTunes Store  | Lights — Phiên bản đính kè tại iTunes Store | Lights — Phiên bản đính kè tại iTunes Store |
| STT                                         | Nhan đề                                      | Sáng tác                                    | Thời lượng                                  |
| ------------------------------------------- | -------------------------------------------- | ------------------------------------------- | ------------------------------------------- |
| 12.                                         | "Starry Eyed" (live at the Cherrytree House) | Goulding Lattimer                           | 3:02                                        |

## Xếp hạng

### Xếp hạng tuần
| Bảng xếp hạng (2010–12)            | Vị trí cao nhất |
| ---------------------------------- | --------------- |
| Australian Hitseekers Albums Chart | 4               |
| Belgian Albums Chart (Flanders)    | 54              |
| Canadian Albums Chart              | 66              |
| European Top 100 Albums            | 8               |
| German Albums Chart                | 42              |
| Greek Foreign Albums Chart         | 38              |
| Irish Albums Chart                 | 6               |
| New Zealand Albums Chart           | 28              |
| Norwegian Albums Chart             | 35              |
| Scottish Album Chart               | 6               |
| Swiss Albums Chart                 | 90              |
| UK Albums Chart                    | 1               |
| US Billboard 200                   | 21              |

| Chart (2012–13)                 | Peak position |
| ------------------------------- | ------------- |
| Austrian Albums Chart           | 56            |
| Belgian Albums Chart (Flanders) | 179           |

### Xếp hạng cuối năm
| Bảng xếp hạng (2010) | Vị trí |
| -------------------- | ------ |
| UK Albums Chart      | 24     |

| Bảng xếp hạng (2011) | Vị trí |
| -------------------- | ------ |
| UK Albums Chart      | 39     |

## Lịch sử phát hành
| Khu vực                | Ngày                | Định dạng          | Nhãn                  | Chú thích |
| ---------------------- | ------------------- | ------------------ | --------------------- | --------- |
| Ireland                | 26 tháng 2 năm 2010 | CD tải kỹ thuật số | Polydor               | [ 26 ]    |
| Hà Lan                 | 26 tháng 2 năm 2010 | CD tải kỹ thuật số | Universal             | [ 27 ]    |
| Thụy Điển              | 1 tháng 3 năm 2010  | CD tải kỹ thuật số | Universal             | [ 28 ]    |
| Anh                    | 1 tháng 3 năm 2010  | CD tải kỹ thuật số | Polydor               | [ 29 ]    |
| Canada                 | 2 tháng 3 năm 2010  | CD tải kỹ thuật số | Universal             | [ 30 ]    |
| Poland                 | 26 tháng 3 năm 2010 | CD tải kỹ thuật số | Universal             | [ 31 ]    |
| Italy                  | 9 tháng 4 năm 2010  | CD tải kỹ thuật số | Universal             | [ 32 ]    |
| Australia              | 16 tháng 4 năm 2010 | CD tải kỹ thuật số | Universal             | [ 33 ]    |
| Đức                    | 14 tháng 5 năm 2010 | CD tải kỹ thuật số | Universal             | [ 34 ]    |
| Canada (tái phát hành) | 8 tháng 3 năm 2011  | CD tải kỹ thuật số | Universal             | [ 6 ]     |
| Hoa Kỳ                 | 8 tháng 3 năm 2011  | CD tải kỹ thuật số | Cherrytree Interscope | [ 5 ]     |
| Anh                    | 15 tháng 6 năm 2015 | LP                 | Polydor               | [ 35 ]    |

| Khu vực   | Năm                       | Nhãn      | Chú thích |
| --------- | ------------------------- | --------- | --------- |
| Ireland   | ngày 26 tháng 11 năm 2010 | Polydor   | [ 36 ]    |
| Anh       | ngày 29 tháng 11 năm 2010 | Polydor   | [ 3 ]     |
| Thụy Điển | ngày 20 tháng 12 năm 2010 | Universal | [ 28 ]    |
| Đức       | ngày 21 tháng 12 năm 2010 | Universal | [ 37 ]    |
| Ý         | ngày 6 tháng 1 năm 2011   | Universal | [ 38 ]    |
| Hà Lan    | ngày 7 tháng 1 năm 2011   | Universal | [ 39 ]    |
| Ba Lan    | ngày 1 tháng 7 năm 2011   | Universal | [ 40 ]    |